# Донатива
Донати́ва (від лат. dono «дарую») — нумізматична пам'ятка, найчастіше золота́, карбована в Польщі в 1582—1685 роках лише на монетних дворах Гданська і Торуня.
Донативи замовляла міська рада і від імені міста дарувала королю під час його тимчасового перебування в ньому (а також з іншої нагоди) з метою одержання привілеїв.
На лицьовому боці донативи завжди поміщався портрет короля, а навколо — напис з його титулами; на зворотному — герб міста або загальний вид міста чи порту і обокіл характерний напис: EX AURO SOLIDO CIVITAS GEDANENSIS /THORUNENSIS/ FIERI FECIT, що означало «з щирого золота місто Гданськ (Торунь) наказало виготовити». Деколи також: REGIA CIVITAS... («місто королівське»). На багатьох донативах бачимо рік випуску, ініціали монетних майстрів, завідувачів монетних дворів і медальєрів.
Насправді донатива — серединна ланка між монетою і медаллю. Ознакою, що наближає донативу до монети, є те, що вона карбувалася відповідно до кратної ваги дуката (від 1½ до 20), що й було визначено на деяких з них. Вигляд зворотного боку і те, що донатива виготовлялася час від часу і незалежно від потреб ринку і торгівлі надає їй характеру медалі.
Всі донативи виконані на високому художньому рівні і становлять цінний мистецький релікт минулого. 
Деяка кількість донатив зберігається в музеях України.

## Джерело
- Нумізматичний словник. Автор-укладач В. В. Зварич.— Львів, 1973 (вид. 2-е, доп.).— С. 60